# Bobgunnia
Bobgunnia é um género botânico pertencente à família Fabaceae.